# NGC 2078
NGC 2078 est une nébuleuse en émission située dans la constellation de la Dorade. NGC 2078 a été découverte par l'astronome écossais James Dunlop en 1826.
NGC 2078 fait partie du groupe de nébuleuses de NGC 2079 qui comprend aussi NGC 2083 et NGC 2084,.